# Repülőmaki
A repülőmaki (Cynocephalus volans) az emlősök (Mammalia) osztályának a bőrszárnyúak (Dermoptera) rendjébe, ezen belül a repülőmakifélék (Cynocephalidae) családjába tartozó faj.
Nemének egyetlen faja.

## Előfordulása
A Fülöp-szigetek esőerdeiben él.

## Megjelenése

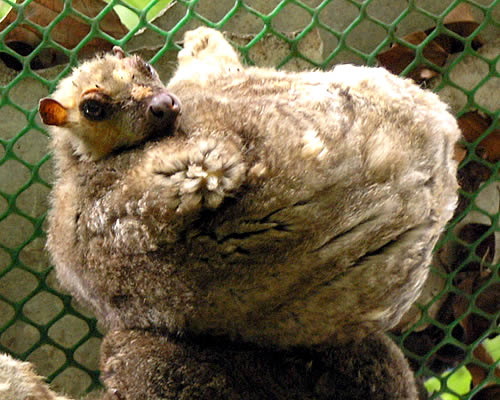
Repülőmaki egy ausztráliai állatkertben

Az állat fej-törzs-hossza 33-42 centiméter, farokhossza 22 - 27 centiméter és testtömege 1 - 1,75 kilogramm. A repülőmaki bundája szürke, barnával és fehér pettyekkel. Az állat színezete révén tökéletesen alkalmazkodik környezetéhez: a fatörzsekhez és az ágakhoz. A repülőhártya, az állat végtagjait köti össze egymással, és kiterjesztett állapotban akár 120 centiméter átmérőjű is lehet. Karja és lába egyforma hosszú; a patagium (repülőhártya) a farkat és a nyakat is beburkolja, így az állat nagy távolságokat is képes megtenni vitorlázórepüléssel. Erős karmaival az állat jól tud kapaszkodni a fatörzseken és az ágakon. Látása nagyon fejlett. Nagy, kerek szeme segítségével a repülőmaki éjszaka is kiválóan meg tudja becsülni a fák közötti távolságot.

## Életmódja
A repülőmaki éjszaka aktív, és magányos falakó. Tápláléka levelek, virágok és gyümölcsök. Az állat 20 évig él.

## Szaporodása
A párzási időszak januártól márciusig tart. A vemhesség 60 napig tart, ennek végén 1 utód születik. A nőstény, egyetlen utódját, élete első hetében magával cipeli.

## Rokon fajok
A repülőmaki egyetlen élő rokona, a maláj repülőmaki (Galeopterus variegates).

## Képek

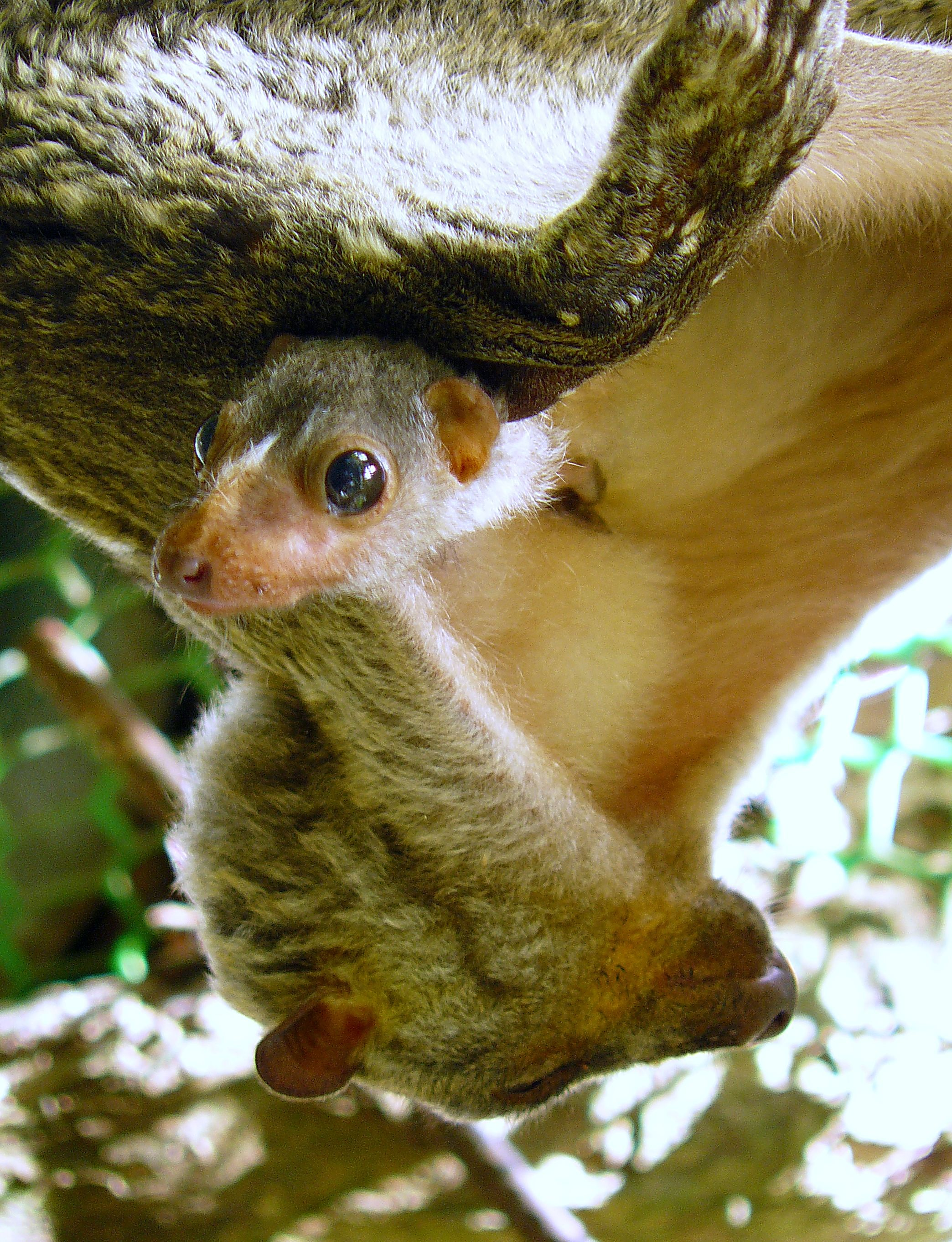
kíváncsi kölyök
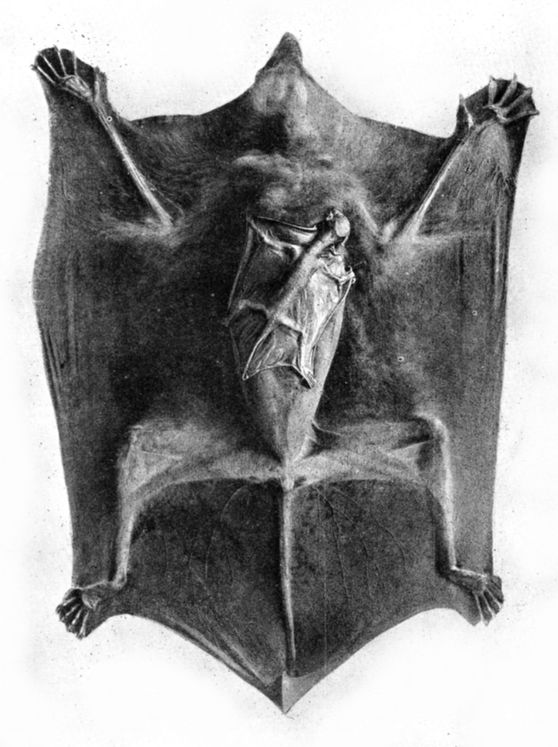
archív kép anya és kölykéről
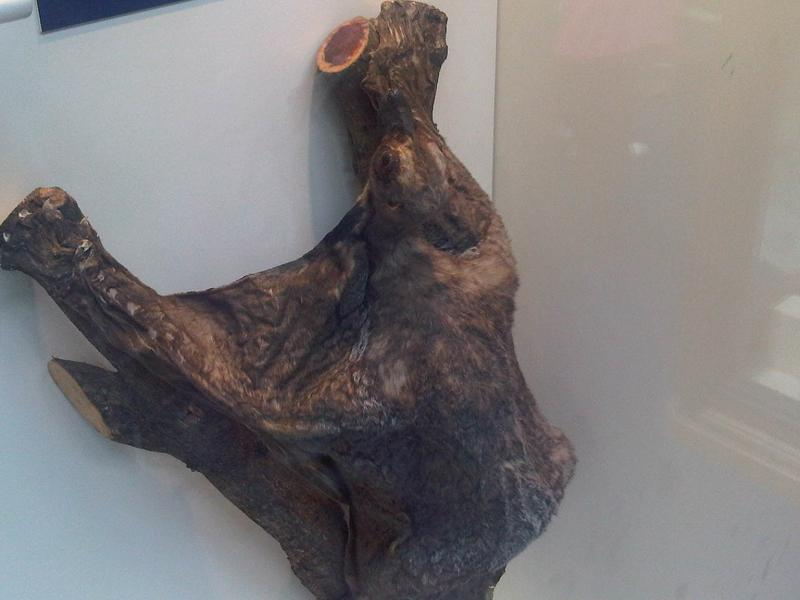
kitömött repülőmaki a londoni Természettudományi Múzeumban
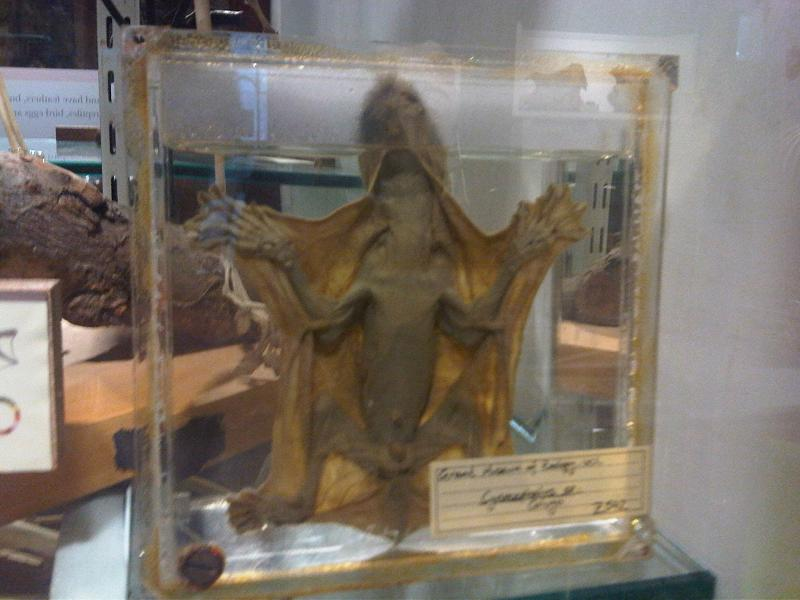
és a londoni Grant Museum of Zoology-ban
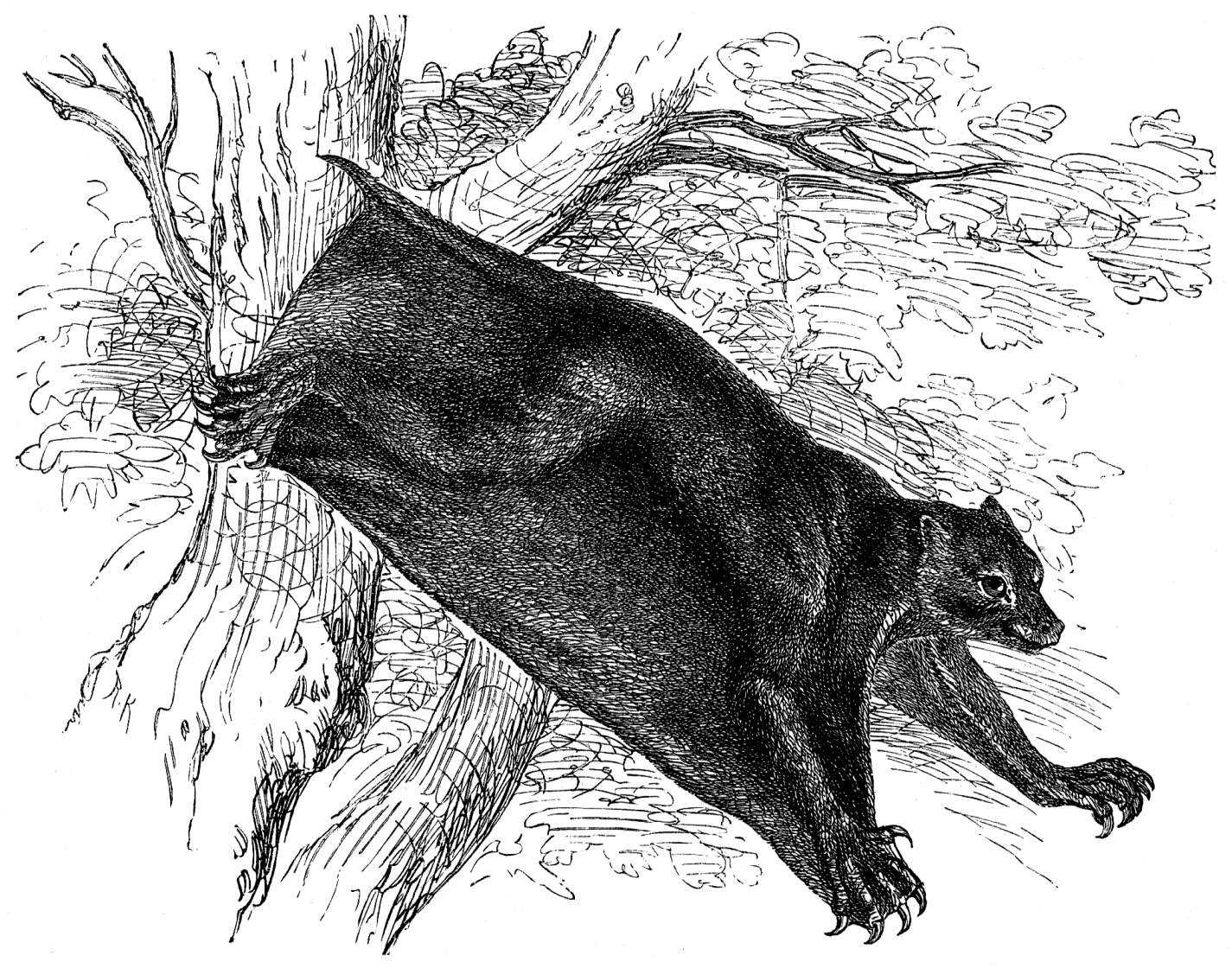
a faj
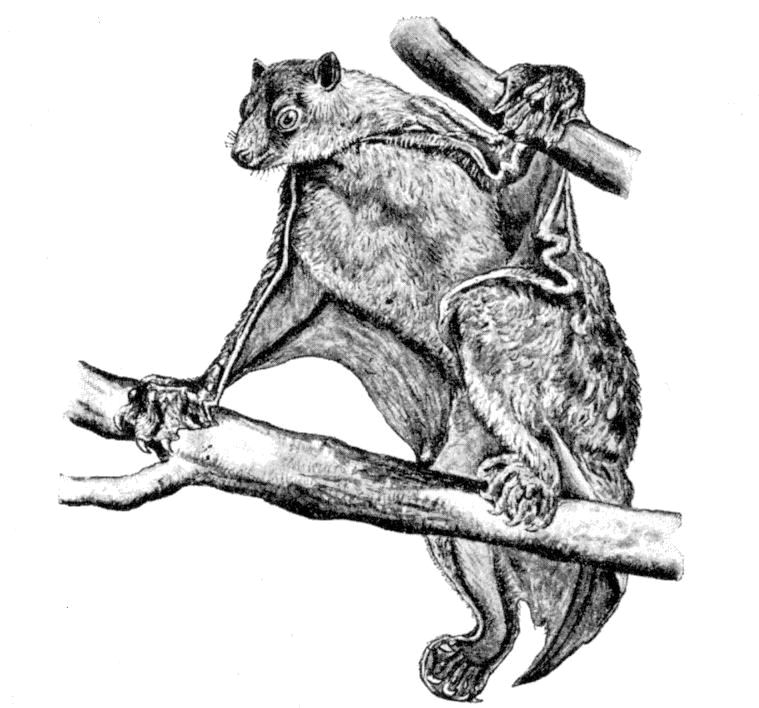
a régi
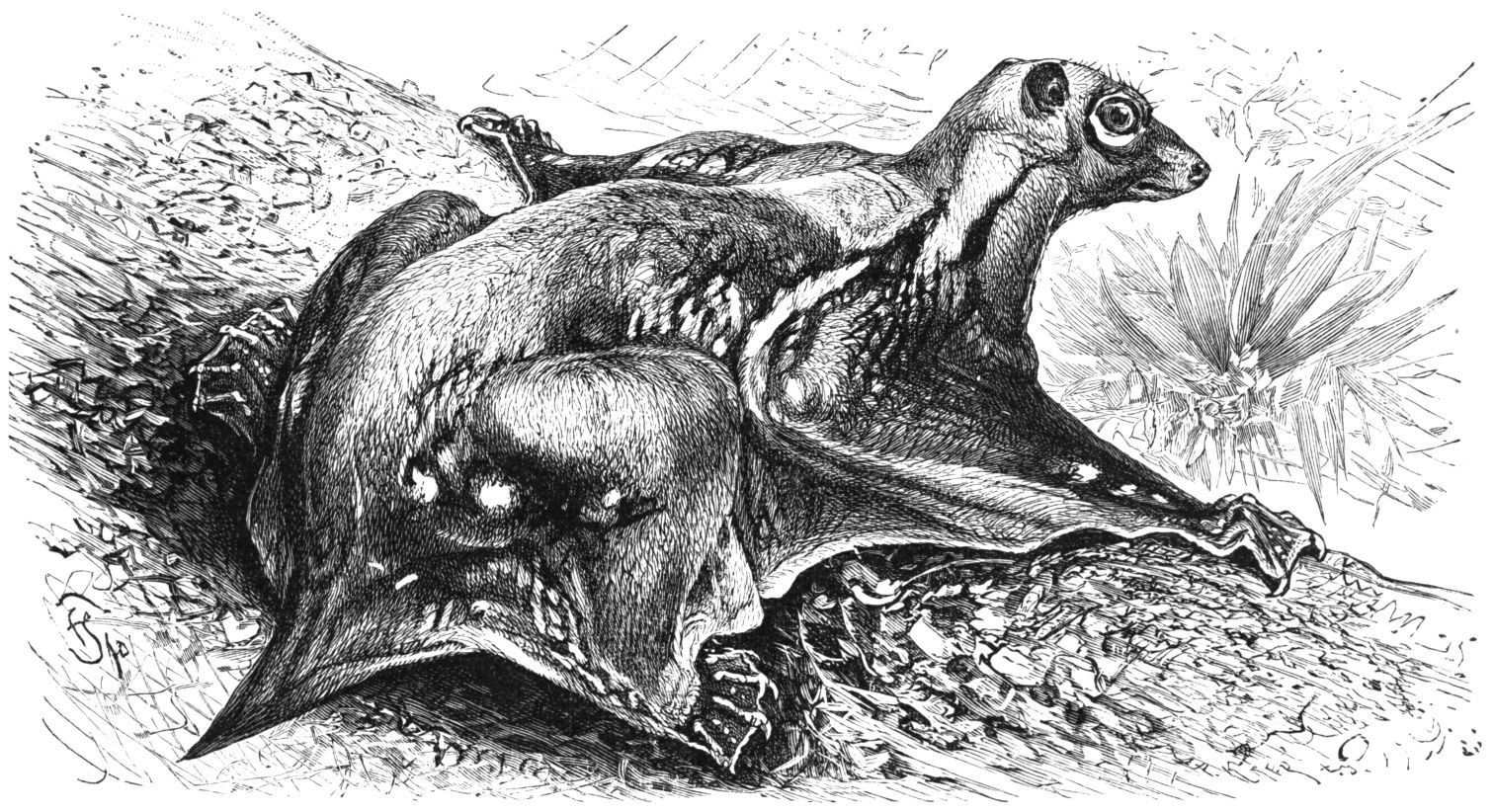
ábrázolásokon